# Championnat de Slovaquie de football 2019-2020
Navigation
Édition précédente Édition suivante
La saison 2019-2020 est la 27e édition du championnat de Slovaquie de football. Lors de cette saison, le ŠK Slovan Bratislava défend son titre face à 11 autres équipes dont 1 promu de deuxième division.

## Organisation
Les douze clubs se rencontrent en matchs aller et retour, après la 22e journée le championnat est scindé en deux, les six premiers se retrouvent dans un mini-championnat en gardant les points acquis lors de la saison régulière pour déterminer le champion et les qualifications européennes.
Les six derniers se retrouvant dans un autre mini-championnat pour déterminer le barragiste et le club qui sera relégué.
Trois places qualificatives pour les compétitions européennes seront attribuées par le biais du premier mini-championnat (1 place au premier tour de qualification de la Ligue des champions 2020-2021 et 2 places au premier tour de qualification de la Ligue Europa 2020-2021). Une autre place au premier tour de qualification pour la Ligue Europa sera garantie au vainqueur de la Slovak Cup (FC Spartak Trnava). Le dernier du deuxième mini-championnat est relégué en deuxième division. L'avant dernier dispute un match de barrage pour le maintien.
La saison est affectée par la pandémie de Covid-19. Le 7 mars, la 22e et dernière journée de la première phase régulière a lieu. La deuxième phase de 10 journées devait commencer le 14 mars mais le championnat est suspendu. Le 22 mai, il est décidé que le championnat reprenne avec une deuxième phase réduite à 5 journées, débutant le 13 juin. Aucune équipe ne sera directement reléguée à l'issue de la saison, le dernier du championnat affrontant le champion de deuxième division en barrages de relégation.

## Participants
| \| D. Streda Ružomberok Senica S. Bratislava Nitra Trnava Sereď Trenčín Z. Michalovce Z. Moravce Žilina FK Pohronie \| Localisation des clubs. |
| D. Streda Ružomberok Senica S. Bratislava Nitra Trnava Sereď Trenčín Z. Michalovce Z. Moravce Žilina FK Pohronie                               |

Légende des couleurs
- Premier tour de qualification de la Ligue des Champions 2019-2020
- Premier tour de qualification de la Ligue Europa 2019-2020
- Promu de DOXXbet liga 2018-2019

| Club                        | Se maintient depuis | Classement 2018-2019 | Stade                     | Capacité théorique |
| --------------------------- | ------------------- | -------------------- | ------------------------- | ------------------ |
| ŠK Slovan Bratislava        | 2006                | 1                    | Tehelné pole              | 22 500             |
| FC DAC 1904 Dunajská Streda | 2013                | 2                    | MOL Aréna                 | 12 700             |
| MFK Ružomberok              | 1997                | 3                    | Stade Pod Čebraťom        | 4 817              |
| MŠK Žilina                  | 1996                | 4                    | Stade Pod Dubňom          | 11 313             |
| MFK Zemplín Michalovce      | 2015                | 5                    | Zemplin Stadion           | 4 440              |
| ŠKF Sereď                   | 2018                | 6                    | Štadión pod Zoborom       | 7 480              |
| FC Spartak Trnava           | 2002                | 7                    | Stade Antona Malatinského | 19 200             |
| FK Senica                   | 2009                | 8                    | OMS Arena                 | 5 070              |
| FC Nitra                    | 2017                | 9                    | Stade Pod Zoborom         | 11 384             |
| FC ViOn Zlaté Moravce       | 2010                | 10                   | Stade FC ViOn             | 4 000              |
| FK AS Trenčín               | 2011                | 11                   | Stade na Sihoti           | 3 500              |
| FK Pohronie                 | 2019                | 1er (D2)             | Mestský štadión           | 2 309              |

## Première phase

### Classement
| Rang | Équipe              | Pts | J  | G  | N  | P  | Bp | Bc | Diff |
| ---- | ------------------- | --- | -- | -- | -- | -- | -- | -- | ---- |
| 1    | Slovan Bratislava T | 55  | 22 | 17 | 4  | 1  | 46 | 11 | +35  |
| 2    | MŠK Žilina          | 45  | 22 | 13 | 6  | 3  | 38 | 17 | +21  |
| 3    | Dunajská Streda     | 38  | 22 | 11 | 5  | 6  | 31 | 25 | +6   |
| 4    | Zemplín Michalovce  | 30  | 22 | 8  | 6  | 8  | 28 | 32 | -4   |
| 5    | Spartak Trnava      | 30  | 22 | 9  | 3  | 10 | 25 | 26 | -1   |
| 6    | MFK Ružomberok      | 28  | 22 | 6  | 10 | 6  | 25 | 27 | -2   |
| 7    | AS Trenčín          | 27  | 22 | 7  | 6  | 9  | 39 | 35 | +4   |
| 8    | Zlaté Moravce       | 26  | 22 | 6  | 8  | 8  | 22 | 28 | -6   |
| 9    | FK Senica           | 24  | 22 | 6  | 6  | 10 | 24 | 33 | -9   |
| 10   | ŠKF Sereď           | 22  | 22 | 5  | 7  | 10 | 23 | 34 | -11  |
| 11   | FC Nitra            | 19  | 22 | 5  | 4  | 13 | 17 | 31 | -14  |
| 12   | FK Pohronie P       | 16  | 22 | 3  | 7  | 12 | 19 | 38 | -19  |

Légende
- qualification pour les barrages de championnat
- qualification pour les barrages de relégation

Abréviations
- T : Tenant du titre
- P : Promus de DOXXbet liga 2018-2019

## Deuxième phase

### Barrage de championnat

#### Classement
| Rang | Équipe                | Pts | J  | G  | N  | P  | Bp | Bc | Diff |
| ---- | --------------------- | --- | -- | -- | -- | -- | -- | -- | ---- |
| 1    | Slovan Bratislava T C | 68  | 27 | 21 | 5  | 1  | 57 | 14 | +43  |
| 2    | MŠK Žilina            | 51  | 27 | 15 | 6  | 6  | 48 | 25 | +23  |
| 3    | Dunajská Streda       | 50  | 27 | 15 | 5  | 7  | 42 | 28 | +14  |
| 4    | Spartak Trnava        | 35  | 27 | 10 | 5  | 12 | 30 | 32 | -2   |
| 5    | MFK Ružomberok        | 32  | 27 | 7  | 11 | 9  | 28 | 33 | -5   |
| 6    | Zemplín Michalovce    | 32  | 27 | 8  | 8  | 11 | 31 | 49 | -18  |

Qualifications européennes
Ligue des champions 2020-2021
- 1er : premier tour de qualification

Ligue Europa 2020-2021
- 2e et 3e : premier tour de qualification

- 4e, 5e, 6e et 7e : barrages européens pour le premier tour de qualification

Abréviations
- T : Tenant du titre
- C : Vainqueur de la Coupe de Slovaquie 2019-2020

### Barrage de relégation

#### Classement
| Rang | Équipe        | Pts | J  | G  | N | P  | Bp | Bc | Diff |
| ---- | ------------- | --- | -- | -- | - | -- | -- | -- | ---- |
| 7    | AS Trenčín    | 39  | 27 | 11 | 6 | 10 | 52 | 43 | +9   |
| 8    | Zlaté Moravce | 33  | 27 | 8  | 9 | 10 | 27 | 33 | -6   |
| 9    | ŠKF Sereď     | 27  | 27 | 6  | 9 | 12 | 29 | 41 | -12  |
| 10   | FK Senica     | 26  | 27 | 6  | 8 | 13 | 26 | 40 | -14  |
| 11   | FK Pohronie P | 26  | 27 | 6  | 8 | 13 | 25 | 44 | -19  |
| 12   | FC Nitra      | 25  | 27 | 7  | 4 | 16 | 23 | 36 | -13  |

Qualifications européennes
Ligue Europa 2020-2021
- 4e, 5e, 6e et 7e : barrages européens pour le premier tour de qualification

Relégation
- 12e : play-off de relégation en 2e division

Abréviations
- P : Promus de DOXXbet liga 2017-2018

## Play-offs pour la Ligue Europa

### Demi-finales
| Équipe 1       | Résultat | Équipe 2               |
| -------------- | -------- | ---------------------- |
| Spartak Trnava | 3 - 0    | FK AS Trenčín          |
| MFK Ružomberok | 1 - 0    | MFK Zemplín Michalovce |

Légende des couleurs
- Qualification pour la finale des play-offs.

### Finale
| Équipe 1       | Résultat | Équipe 2       |
| -------------- | -------- | -------------- |
| Spartak Trnava | 0-2      | MFK Ružomberok |

Légende des couleurs
- Qualification pour le premier tour de qualification de la Ligue Europa 2020-2021.

## Play-offs pour la relégation
| Équipe 1        | Résultat | Équipe 2      | Aller | Retour |
| --------------- | -------- | ------------- | ----- | ------ |
| FK Dubnica (D2) | 0 - 3    | FC Nitra (D1) | 0 - 0 | 0 - 3  |

Légende des couleurs
- Qualification pour la phase suivante.
- Le club se maintient en première division.
- Promotion en première division.
- Le club reste en deuxième division.
- Relégation en deuxième division.

## Bilan de la saison
| Championnat de Slovaquie de football 2019-2020                        |                                  |
| Champion                                                              | ŠK Slovan Bratislava (10e titre) |
| Coupes et trophées                                                    |                                  |
| Vainqueur de la Coupe de Slovaquie 2019-2020                          | ŠK Slovan Bratislava             |
| Qualifications continentales                                          |                                  |
| Ligue des champions de l'UEFA 2020-2021                               | ŠK Slovan Bratislava             |
| Ligue Europa 2020-2021                                                | MŠK Žilina                       |
| Ligue Europa 2020-2021                                                | Dunajská Streda                  |
| Ligue Europa 2020-2021                                                | MFK Ružomberok                   |
| Promotions et relégations                                             |                                  |
| Promus en Championnat de Slovaquie de football                        | Aucun promu                      |
| Relégués en Championnat de Slovaquie de football de deuxième division | Aucun relégué                    |